# Gęś tybetańska
Gęś tybetańska, gęś indyjska (Anser indicus) – gatunek dużego ptaka (wielkości gęsi zbożowej) z rodziny kaczkowatych (Anatidae). Gatunek wędrowny, gniazduje w centralnej Azji, zimuje zaś głównie na Wyżynie Tybetańskiej i w Indiach. Nie jest zagrożony wyginięciem.

## Taksonomia
Po raz pierwszy zgodnie z zasadami nazewnictwa binominalnego gatunek ten opisał John Latham w 1790, nadając mu nazwę Anas indica. Holotyp pochodził z Indii lub Tybetu. Obecnie (2021) Międzynarodowy Komitet Ornitologiczny umieszcza gęś tybetańską w rodzaju Anser. Uznaje ją za gatunek monotypowy. Niektórzy autorzy umieszczali gęś tybetańską w monotypowym rodzaju Eulabeia. Odnotowywano mieszańce z berniklą białolicą (Branta leucopsis), gęgawą (A. anser) i gęsią łabędzionosą (A. cygnoides) w naturze (prawdopodobnie jednak były to zbiegłe z niewoli ptaki) oraz z kazarką obrożną (Tadorna tadornoides) w niewoli.

## Morfologia
Długość ciała wynosi 68–82 cm; masa ciała 2000–3000 g, rozpiętość skrzydeł 140–160 cm. W niektórych wymiarach ciała zauważono zmienność nie tylko osobniczą, ale też zależną od regionu. Głowa biała, z tyłu głowy u dorosłych osobników znajdują się dwa czarne pasy (młodociane nie mają takowych). Przód szyi, brzuch, plecy i pokrywy skrzydłowe szare, kontrastujące z czarnymi lotkami. Dziób żółty z czarnym paznokciem. Nogi żółte.

## Zasięg występowania
Gęsi tybetańskie występują w centralnej Azji na wysoko położonych obszarach, głównie Mongolii i Chin. Zimują na obszarze od Pakistanu do Mjanmy. Zasięg zmieniał się na przestrzeni historii. Niegdyś zamieszkiwały większy obszar, na zachodzie ograniczony Hindukuszem i Tien-szanem, na wschodzie Wielkim Chinganem, na północy Bajkałem, a Himalajami na południu. W części zasięgu została wytępiona i współcześnie jej zasięg rozciąga się od rosyjskiej części Ałtaju oraz pogranicza Mongolii i Tuwy po Ladakh (północ – południe) oraz od północy Chin (Mandżuria) po Pamir i Tien-szan (wschód–zachód). Obszary gniazdowania są rozmieszczone nieregularnie, ciągnąc się przez blisko 3500 km (dane z 2005 roku). 25% światowej populacji zimuje na Wyżynie Tybetańskiej, zaś 25–50% w Indiach. Ptaki zbiegłe z niewoli bywają spotykane poza swoim naturalnym zasięgiem. Gdzieniegdzie uciekinierzy lub osobniki celowo wypuszczone tworzą populacje lęgowe.
Sporadycznie, choć coraz częściej bywa obserwowana w Polsce (do 2014 odnotowano 96 stwierdzeń, łącznie obserwowano 113 osobników), ze względu jednak na to, że nie ma pewności, czy były to pojawy naturalne, gatunkowi temu nadano kategorię D w klasyfikacji AERC i nie jest on zaliczany do awifauny Polski.

## Fizjologia
Gęsi tybetańskie są jednymi z najwyżej latających ptaków. W związku z tym wypracowały szereg przystosowań anatomicznych i fizjologicznych. Ich mięśnie szkieletowe i serce są lepiej zaopatrywane w tlen ze względu na stosunkowo wyższe zagęszczenie naczyń włosowatych. Hemoglobina zaopatruje tkanki w tlen lepiej niż u większości ptaków, ze względu na mutację punktową wpływającą na jeden z jej aminokwasów. Płuca są większe (o około ¼) niż u innych gęsi. W razie zajścia hipoksji mogą się hiperwentylować, oddychając blisko 7 razy szybciej niż w stanie spoczynku w normalnych warunkach. Podczas lotu średnie tętno badanych gęsi tybetańskich wyniosło 328 ± 64 na minutę; na obszarach powyżej 4800 m n.p.m. (gdzie spędzały 2,3% czasu przelotu) osiągało ponad 455 uderzeń na minutę. Średnia temperatura ciała wynosiła wówczas 40,2 °C ± 1,2 °C i była raczej niezwiązana z wysokością. W przypadku tętna zaobserwowano znaczącą korelację z ilością uderzeń skrzydeł na minutę.

## Ekologia i zachowanie
Gęsi tybetańskie zamieszkują wyżynne i górskie wody stojące. Podczas okresu lęgowego preferują jeziora o urwistych brzegach, z licznymi skalnymi wysepkami oraz występami skalnymi. Zamieszkują głównie tereny położone na 4000–5300 m n.p.m. Głównie roślinożerne, zjadają trawy, korzonki, łodygi i części zielone różnych roślin, w zimie również ziarno, bulwy i inne warzywa.

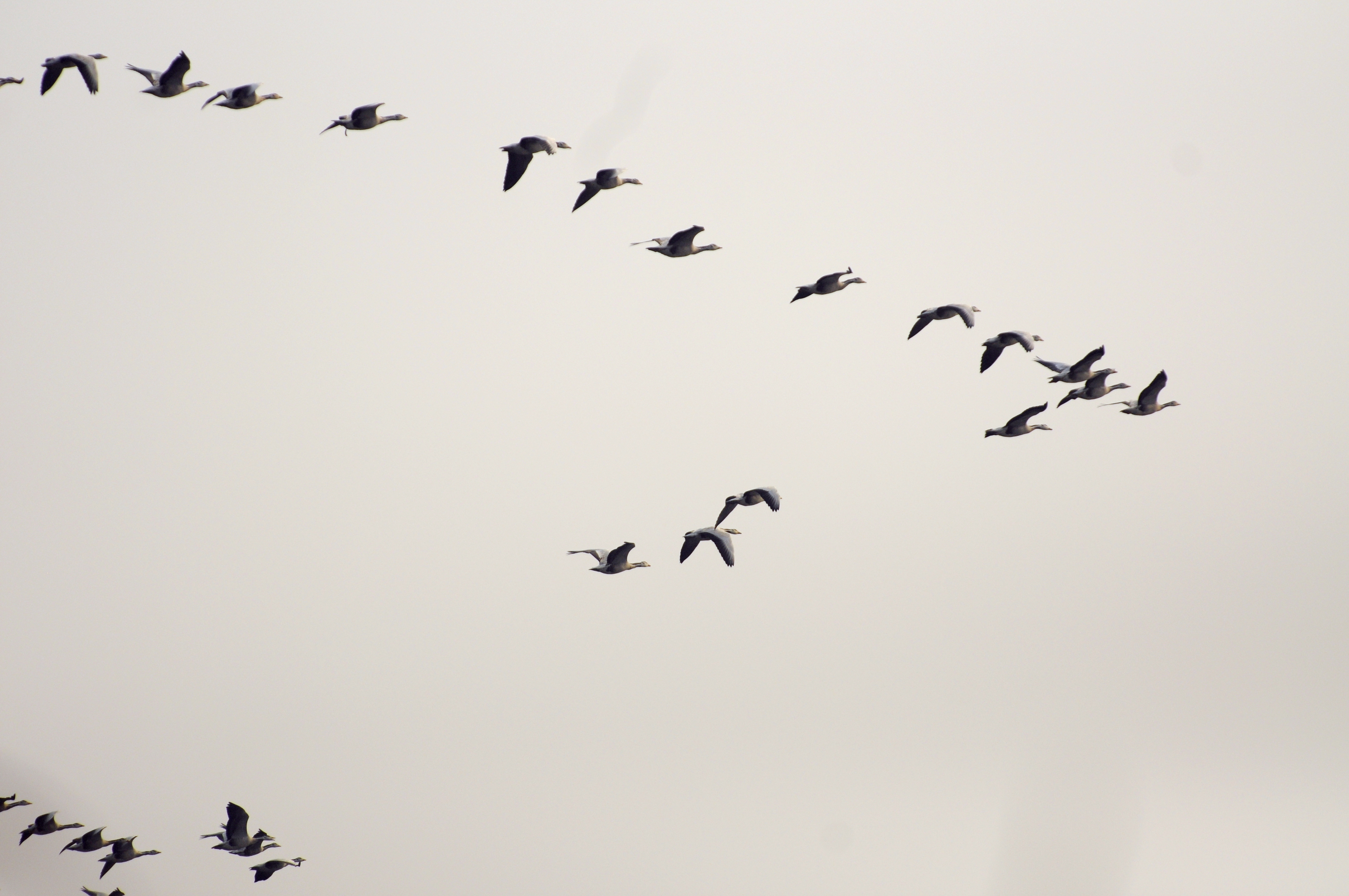
Klucz gęsi tybetańskich

Podczas swoich wędrówek gęsi tybetańskie napotykają Himalaje – dla większości migrujących ptaków barierę nie do przebycia. Fakt wędrówki przez Himalaje potwierdziły badania z użyciem nadajników telesatelitarnych. Obserwowano te gęsi przelatujące nad Mount Everestem. Jako jedyne ptaki wędrujące przez te góry nie szybują (jak czynią to wędrujące żurawie stepowe, Grus virgo), a cały czas lecą aktywnie, nawet w przypadku gwałtownego spadku wysokości w indyjskiej części Himalajów. Osiągają prędkość do 80 km/h. Lecą, nabierając wysokości stopniowo, zależnie od ukształtowania terenu. Większość szlaków przebiega przez obszary położone powyżej 5000 m n.p.m. Wędrując, zatrzymują się na odpoczynek. Podczas jednego z badań ptaki zatrzymywały się 3 lub 4 razy, wędrując na odległość 1270–1470 km.

### Lęgi

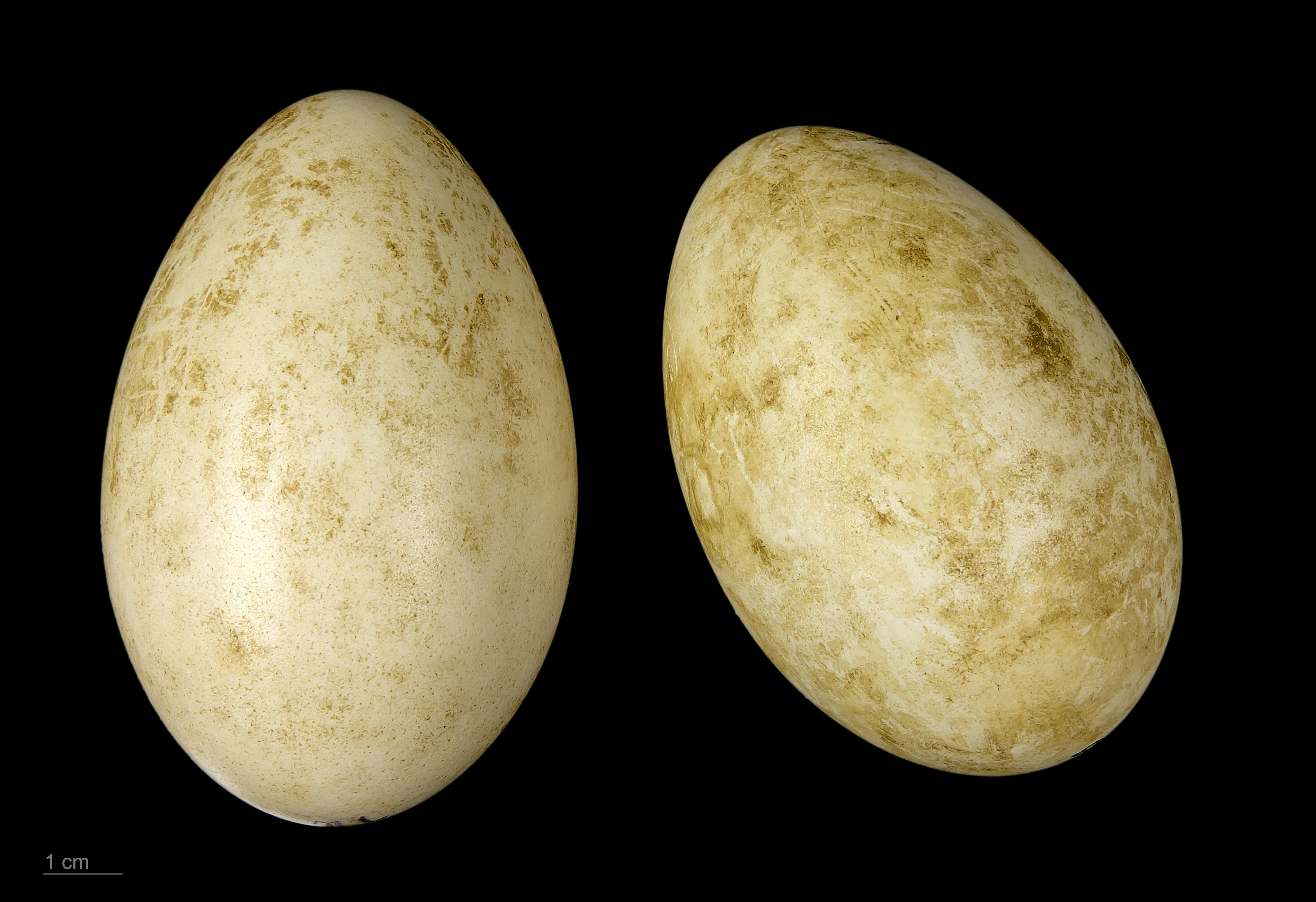
Jaja z kolekcji muzealnej

Okres lęgowy zaczyna się w maju lub czerwcu; w Ladakh okres składania jaj przypada głównie na drugi tydzień maja, zaś w Tien-szanie na początek lub środek maja. Gęsi tybetańskie są monogamiczne, łączą się w pary na całe życie. Gniazda umieszczone są przeważnie na skałach lub na urwistym brzegu, ale notowano również wykorzystywanie starych gniazd szponiastych – sępów kasztanowatych (Aegypius monachus) i myszołowów mongolskich (Buteo hemilasius). Zniesienie liczy od 2 do 8 jaj, ale przeważnie jest to 4–6. Inkubacja trwa 27–30 dni. Młode po wykluciu i obeschnięciu podążają za rodzicami do wody i przeważnie nie wracają już do gniazda. Młode gęsi tybetańskie osiągają zdolność lotu po blisko 50 dniach życia. Wcześniej nierzadko dołączają do stad tworzonych przez dorosłe z młodymi, co pozwala im skuteczniej chronić się przed drapieżnikami. Na młode gęsi polują między innymi orły przednie (Aquila chrysaetos), bieliki zwyczajne (Haliaeetus albicilla) i wschodnie (H. leucoryphus) oraz lisy: rudy (Vulpes vulpes), stepowy (V. corsac) oraz tybetański (V. ferrilata). Niekiedy gęsi tybetańskie lęgną się nieopodal gniazd myszołowów mongolskich, które gwarantują im ochronę przed ssakami drapieżnymi.

## Status
IUCN uznaje gęś tybetańską za gatunek najmniejszej troski (LC, Least Concern). BirdLife International ocenia trend populacji jako spadkowy. Zmiany w środowisku Chin, np. wpływ globalnego ocieplenia na lodowce, mogą wpływać na trasy i okres migracji tych gęsi. Niegdyś ostoją dla tych ptaków był Tybet, ze względu na rozpowszechniony w regionie buddyzm tybetański i podejście jego wyznawców do zwierząt. Znane jest stanowisko lęgowe w stolicy Tybetańskiego Regionu Autonomicznego – Lhasie, gdzie gęsi tybetańskie wykazywały się podobnym zachowaniem, co ptaki udomowione. Ekspansja chińska w regionie przyniosła szkody populacjom gęsi ze względu na zmianę obyczajów. Podobnie i w Mongolii niekiedy strzela się do zwierząt chronionych w celu uzyskania korzyści materialnych. Oprócz odstrzału zagrożeniem dla tych ptaków jest wybieranie młodych z gniazda oraz niepokojenie ich poprzez pływanie na jeziorach łodziami w okresie wiosenno-letnim oraz niewystarczające pilnowanie psów pasterskich, które łapią młode, nielotne jeszcze ptaki. Gęś tybetańska bywa trzymana w ogrodach zoologicznych i prywatnych hodowlach ze względu na atrakcyjne ubarwienie, wytrzymałość na warunki klimatyczne oraz niewielkie wymagania pokarmowe.